# معركة حريملاء
معركة حريملاء وتسمى أحيانا بكون حريملاء جرت سنة 1309هـ/1891م بين الإمام عبد الرحمن الفيصل آخر أئمة الدولة السعودية الثانية وبين الأمير محمد بن عبد الله الرشيد حاكم إمارة جبل شمر، وانتهت المعركة بانتصار ابن رشيد. جرت المعركة قصيرة ولكن نتائجها كانت كبيرة ومؤثرة على نجد والجزيرة العربية، حيث أنهت الدولة السعودية الثانية وخرج عبد الرحمن الفيصل إلى الكويت لاجئا، واستطاع ابن رشيد أن يحكم كامل نجد.

## المقدمة
ظهرت بوادر خلافات بين الأميرين محمد بن رشيد وحسن بن مهنا أبا الخيل في سنة 1306هـ/1889م، إيذانا بنهاية تحالفهما وبداية التحالف بين حسن بن مهنا وأمير عنيزة زامل بن سليم. وكانت بداية الشرارة حول زكاة بعض المناطق التابعة للقصيم والتي كانت زكاتها تدفع لابن مهنا، فأرسل ابن رشيد عماله ليأخذوا زكاتها فحصل بينهم وبين عمال ابن مهنا نزاع حول ذلك فكانت سببا في بداية العداوة، وقد دفع حسن بن مهنا خروجه عن تحالفه مع ابن رشيد إلى أن يكتب لعبد الرحمن بن فيصل آل سعود يحرضه علي التخلص من ابن سبهان الذي عينه ابن رشيد أميرا على الرياض ويعده بمناصرته. وقد دبر ابن سعود حيلة استطاع بها القبض ابن سبهان، واستولى على جميع مافي قصر الرياض من أموال وسلاح، وأرسل إلى حسن بن مهنا وزامل بن سليم واخبرهما بما فعل بابن سبهان وأصحابه وطلب منهما النصرة. وكما كان متوقعاً لم يقف الأمير محمد بن رشيد موقف المتفرج إزاء ذلك فجهز جيشاً وتوجه به الي الرياض في محرم 1308هـ/أغسطس 1890م، فمر بالقصيم التي خرج عليه أهلها لصده، ولكنه استطاع أن يحيدهم فعللهم بالوعود بحيث اتفق معهم على عدم تعرضه للقصيم، وأن يعطيهم بادية مطير، والخوة التي كانت تفرض على الحجاج المارين بأراضيهم، شرط أن لا يعينوا خصمه عليه، فرضوا بذلك ونكثوا عهدهم مع عبد الرحمن ابن سعود. فأكمل ابن رشيد زحفه إلى الرياض فنزل عليها يوم 5 صفر 1308هـ/19 سبتمبر 1890، فحاصرها أربعين يومًا، ثم خرج إليه محمد بن فيصل للصلح، فاتفق معه علي اطلاق سراح ابن سبهان مقابل إطلاق الأمير محمد ابن رشيد ما عنده من آل سعود ممن وَفَد عليه. وبعد عودته إلى حائل طالب أهل القصيم منه أن يبر بوعده لهم فماطل وتسوف، ثم بدأ يفتعل المشاكل معهم، فأرسل أهل القصيم إلى عبد الرحمن الفيصل يستنجدونه على حرب ابن رشيد. فاستنفر ابن رشيد أتباعه في منطقة جبل شمر كلها على أهل القصيم في جمادى الأول 1308هـ/ديسمبر 1890م، فاتجه جنوبًا ونزل القرعاء يوم 3 جمادى الآخرة 1308هـ/13 يناير 1891، ونزل جيش أهالي القصيم إلى القرعاء ليكونوا في مواجهته، فاختاروا موقعًا متميزا داخل رمال القرعاء ليكون صعبًا على خيالة ابن رشيد التحرك فيه بحرية. فاندلعت معركة القرعاء، فكان النصر لأهل القصيم، ولم يستطع ابن رشيد إشراك خيله في المعركة، فارتحل إلى المليداء حيث أراد أن ينزل محلا واسعا فيه مطرد للخيل، ويُخرِج أهل القصيم من تحصيناتهم في القرعاء.
وفي يوم الجمعة 12 جمادى الآخرة 1308هـ/22 يناير 1891م رحل ابن رشيد بجنوده ونزل المليداء وهو سهل مناسب لإشراك الخيل، لأن أرضه صلبة لا تغوص فيها حوافر الخيل، فتبعه أهالي القصيم يوم السبت 13 جمادى الآخرة/23 يناير فوجدوا عدوهم منتظراً لهم. وكانت خطة ابن رشيد هي أن تساق الإبل في المقدمة ثم الفرسان من خلفها وقاية لهم من الرمي، فتمكنت الإبل من اختراق صفوف جيش أهل القصيم، وأحدثوا فيه البلبلة والاضطراب وفي جناحيه ايضا، ثم التحم الفريقان بالقتال منذ ساعات صباح السبت 23 جمادى الآخرة/23 يناير إلى مابعد الظهر، فصارت الهزيمة على أهل القصيم واتباعهم وقتل منهم خلق كثير، وفي مقدمتهم زامل السليم أمير عنيزة، وانهزم حسن بن مهنا وقد كسرت يده برصاصة، فقبض عليه ابن رشيد وأرسله هو وأولاده إلى سجن في حائل وبقي فيها إلى أن توفي سنة 1320هـ/1902م. وكان الإمام عبد الرحمن خارجًا برجاله لينجد أهل القصيم، وفي منتصف الطريق علم بالهزيمة التي حلت بهم فعاد إلى الرياض فأخرج حريمه وأولاده منها وارتحل حتى صار في بادية العجمان في الأحساء، وبقي بالرياض أخوه محمد بن فيصل الذي تولى إمارتها فأقره ابن رشيد على ذلك.

## المعركة
بعد هزيمة المليداء خرج عبد الرحمن بن سعود من الرياض مع أهله إلى الأحساء، وأقام قرابة سبعة أشهر عند آل مرة، وقيل عند العجمان، انتقل بعدها إلى قطر، ثم أرسل إلى الشيخ عيسى بن علي آل خليفة أمير البحرين طالبًا منه السماح لعائلته بالإقامة بالبحرين فوافق الشيخ عيسى على الطلب، فاطمأن عبد الرحمن بذلك على نفسه وعائلته. وكان ابن رشيد يرصد حركاته عن كثب، ولكنه لم يطارده بعد المعركة، بل عاد إلى حائل وكأنه غير مكترث به، ولكنه كان يحرض حسن باشا والي بغداد ضده، فكتب إليه رسالة في 13 رمضان 1308هـ/ابريل 1891م، يحذره من تحركات الإمام عبد الرحمن في بادية العجمان شرق الجزيرة العربية، زاعمًا أنه ينوي الاستيلاء على الأحساء بمساعدة تلك العشائر. فسارع الإمام بإرسال رسالة تطمين إلى متصرف الأحساء بأن ليس في نيته احتلال الأحساء، فصرفت السلطات العثمانية النظر عن تحذيرات ابن رشبد. وخلال تلك المدة انضم إليه ابراهيم بن مهنا أبا الخيل أخو حسن -كان يقود قافلة نحو بريدة عند وقوع الهزيمة فوجه تلك القافلة نحو ابن سعود لاسترجاع بريدة- فاتفقا معا على محاربة ابن رشيد. فجمع عبد الرجمن بن فيصل أنصارًا من الجنوب والبادية بداية 1309هـ/1891م فاستولى على الدلم، وأخرج من قصرها من اتباع ابن رشيد بعد أن حاصروا القصر أيامًا، ثم قام العجمان الموالون له بمهاجمة الخرج وقتلوا أميرها من قبل ابن رشيد. ثم دخل الرياض سلمًا بعد أن تنازل له أخوه محمد عنها. ثم سار بعدها إلى المحمل ومعه ابراهيم بن مهنا. أما ابن رشبد الذي كان مطلعا على تحركات ابن سعود عبر جواسيسه وعيونه، وقد أبلغوه بأن عبد الرحمن خرج من الرياض ونزل قرية يقال لها حريملاء برفقة مجموعة من العجمان وجماعة من أهل بريدة يقودهم ابراهيم بن مهنا، فخرج ابن رشيد بجنوده من حائل ونزل القصيم وأمرهم بالغزو معه، وأرسل إلى الوشم وسدير أن يتجهزوا للغزو وواعدهم بلدة ثرمداء، كل هذا وعبد الرحمن بن سعود لا يعلم بمسير محمد بن رشيد إليه ونزوله ثرمداء، ثم شن ابن رشيد هجومًا مباغتًا على قوات عبد الرحمن وهم على غير تعبئة، حيث كان جيشه متفرق داخل حريملاء وخارجها، فاستطاع ابن رشيد ان يشتت شمل قوات الإمام عبد الرحمن باستخدامه عنصر المفاجأة وهم على غير تعبئة، وبذلك حسمت المعركة لصالحه، فنجا الإمام عبد الرحمن بفضل أربعة من الفرسان العجمان حيث ذهبوا به إلى الرياض ثم إلى مناطقهم في الأحساء. أما ابراهيم بن مهنا فإنه هرب من ميدان القتال بعد الهزيمة ولكنه لم يبتعد كثيرًا، فوجدته سرية لابن رشيد مختبئا في مكان فيه نخل قرب حريملاء، فجيئ به إلى الأمير ابن رشيد فقتله.

## مابعد المعركة
بعد هزيمة المعركة فر الإمام عبد الرحمن إلى الرياض، وفي حركة استباقية خوفًا من أن ينهض أهل الرياض ضده مع ابن سعود قام ابن رشيد بمراسلتهم ويعدهم ويمنيهم، فعندما علم عبد الرحمن بتلك المراسلات فت ذلك من عضده وتيقن أن لاجدوى من المقاومة في الرياض فقرر الخروج منها إلى البادية في الأحساء. أما محمد بن رشيد رأى أن لا داعي من مطاردته بعد خروجه من بلاد نجد، فذلك كفيل بقطع أمله في أن يعود ليحكمها. وبعدها دخل محمد بن رشيد الرياض وهدم سورها وهدم القصر الجديد المعروف باسم قصر عبد الله بن فيصل والقصر العتيق المعروف باسم قصر فيصل، وجعل محمد بن فيصل أخو عبد الرحمن أميرًا على الرياض، وعاد إلى حائل.

## نتائج المعركة
كانت معركة حريملاء قصيرة إلا أن نتائجها كانت كبيرة ومؤثرة على نجد والجزيرة العربية: فقد أنهت الدولة السعودية الثانية، وخرجت أسرة عبد الرحمن آل سعود من الرياض حتى استقروا بالنهاية في الكويت، وأبقى أمير حائل محمد بن رشيد محمد بن فيصل حاكما على الرياض. بالإضافة إلى احكام ابن رشيد سيطرته على كامل نجد وكل وسط الجزيرة العربية بادية وحاضرة.